# Centro de Convenciones Crown
El Centro de Convenciones Crown (en vietnamita: Trung tâm Hội nghị Hoàn Vũ)  es una estructura cubierta multipropósito en Nha Trang, Khanh Hoa, en el país asiático de Vietnam. Es el escenario más grande en una nación del sudeste asiático después de Centro internacional de convenciones de Sentul y el Estadio internacional Mata Elang en Indonesia, con un escenario de 1.500 metros cuadrados que fue construido en 2008. El centro de 7.500 asientos está equipado con un sistema de audio importado de los EE. UU. Fue sede del certamen de Miss Universo 2008 que se celebró el 14 de julio de ese año y Miss Tierra 2023 que se celebró el 5 de diciembre de ese año.